# Кинематограф Косова
Кинематограф в Косове на албанском языке начал развиваться с основания компании Kosovafilm, производившей короткометражные, документальные, мультипликационные, а впоследствии и художественные фильмы. С 2008 года центральным органом кинематографии в Косове является Косовский центр кинематографии (KCC), хотя в стране действует также и множество независимых кинокомпаний. До появления Kosovafilm не было снято ни одного исключительно косовского фильма.

## История

### Предыстория
Одними из самых ранних фильмов, снятых на территории современного Косова, являются «Конфискация оружия у арнаута» (сербохорв. Oduzimanje oružja od Arnauta) и «Дуле-хану на пути в Призрен» (сербохорв. Dule-hanu na putu za Prizren), которые были показаны во Врачаре в 1912 году.
Одним из самых выдающихся югославских фильмов межвоенного периода был «Через наше Косово» (сербохорв. Kroz naše Kosovo), снятый в 1932 году Министерством здравоохранения Югославии с целью пропаганды важности полезных гигиенических процедур.
В 1937 году на территории современного Косова (тогда входившего в состав Королевства Югославия) работало семь кинотеатров — по одному в городах Приштина, Призрен, Митровица, Гилан, Феризай, Джяковица и Печ. После Второй мировой войны югославский кинематограф развивался в соответствии с установками Союза коммунистов Югославии. Каждая югославская республика имела свой центр кинематографии, поэтому кинодеятели из Косова, не имевшего статус республики, не могли реализовывать свои замыслы по производству документальных и художественных фильмов, постановок и образовательной базы для кинематографии. С образованием местного культурного центра началось развитие албанского кино в Косове. Первый художественный фильм был снят в 1955 году и назывался «Эсалон доктора М.» (сербохорв. Esalon doktora M.), а первым фильмом на албанском языке стала картина «Ука и горы Немура» (алб. Uka i Bjeshkeve te Nemura). Главный герой фильма — пожилой албанец Ука, живущий в горах на границе Югославии (Косово) и Албании. Как человек чести, он должен разобраться со своим сыном, который сотрудничал с итальянскими фашистами в годы Второй мировой войны. «Ветер и дуб» (алб. Era dhe lisi) стал первым исключительно косовским фильмом.

### Kosovafilm

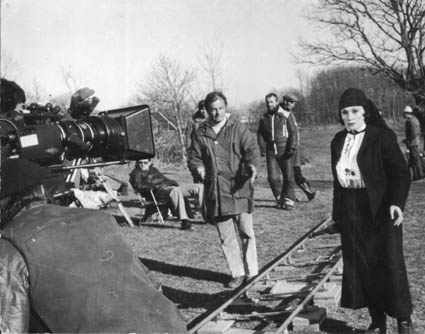
Съёмки фильма «Когда весна приходит поздно» в 1979 году в Косове

20 февраля 1969 года парламент Косова учредил Kosovafilm, государственное учреждение по производству, распространению и показу фильмов. Первым его директором стал актёр Абдуррахман Шаля, его сменил писатель и известный поэт Азем Шкрели, под чьим руководством были сняты самые успешные косовские фильмы того периода. Последующими директорами «Косовафильма» были Джевар Коррай, Экрем Крюэзиу и Гани Мехметай. После выпуска 17 художественных, множества короткометражных и документальных фильмов в 1990 году управление Kosovafilm перешло в руки сербских властей, которые в итоге его упразднили. Компания возродилась в июне 1999 года после ухода из Косова югославских сил и с того времени стремится восстановить и развивать местную киноиндустрию.
Kosovafilm выпустила восемь художественных фильмов на сербскохорватском языке, преимущественно о партизанах во время войны. Многие из них были сняты в сотрудничестве с белградскими кинокомпаниями Filmske Novosti и Avala Film. Первой картиной Kosovafilm на албанском языке стал фильм «Когда весна приходит поздно» (алб. Kur pranvera vonohet), премьера которого состоялась 12 июля 1979 года. Режиссёром этой ленты был Экрем Крюэзиу, а в её основу лёг партизанский дневник Фадиля Ходжи. Возможно, самым известным и последним из девяти албаноязычных художественных фильмов того периода является картина «Хранители тумана» (алб. Rojet e mjegulles), премьера которого состоялась 15 июня 1988 года. В этой ленте режиссёра Исы Косьи снялись актёры Джеват Коррай, Энвер Петровци, Флория Сиарина и Цун Лайчи.
Некоторые из фильмов производства Kosovafilm:
| Фильм                          | Режиссёр                           | Год  |
| ------------------------------ | ---------------------------------- | ---- |
| Кукуми                         | Иса Косья                          | 2005 |
| Хранители тумана               | Иса Косья                          | 1988 |
| Пикник                         | Эмин Халили                        | 1986 |
| Человек земли                  | Агим Сопи                          | 1984 |
| Прока                          | Иса Косья                          | 1984 |
| Кролик с пятью ногами          | Исмаиль Юмери                      | 1982 |
| Набухшая река                  | Бесим Сахатчиу                     | 1981 |
| Когда весна приходит поздно    | Экрем Крюэзиу                      | 1980 |
| Тито и Косово 79               | Бесим Сахатчиу                     | 1980 |
| Белые следы                    | Экрем Крюэзиу                      | 1980 |
| Когда празднуется весна        | Иса Косья                          | 1979 |
| Ветер и дуб                    | Бесим Сахатчиу                     | 1979 |
| Реслови                        | Экрем Крюэзиу                      | 1978 |
| Loja e rufaive                 | Азем Шкрели Азем Шкрели, Гани Боби | 1977 |
| Vizita e shokut Tito ne Kosovë | Азем Шкрели Азем Шкрели            | 1976 |
| 117                            | Бесим Сахатчиу                     | 1976 |
| Тито в Косово                  | Бесим Сахатчиу                     | 1975 |
| Дита и мергимтареве            | Экрем Крюэзиу                      | 1975 |
| Пике гуре                      | Экрем Крюэзиу                      | 1975 |
| Бригада VII и Косово           | Экрем Крюэзиу                      | 1974 |
| Ука и Бьешкеве тэ немура       | Миомир 'Мики' Стаменкович          | 1968 |

### Современный кинематограф
В 2012 году было объявлено о том, что Косовский центр кинематографии (KCC), являющийся общественным кинофондом и центральным органом кинематографии в стране, стал членом общеевропейской организации European Film Promotion (EFP). Это решение было принято на генеральной ассамблее этой организации, таким образом Косово стало 33-м её членом. В 2014 году Косовский центр кинематографии был принят в Академию кинематографических искусств и наук, которая занимается организацией церемонии вручения премии «Оскар». Косовские фильмы принимают участие во множестве международных кинофестивалях, таких как: Берлинский международный кинофестиваль, кинофестиваль «Сандэнс», международный кинофестиваль в Сан-Себастьяне, кинофестиваль в Сараево, международные кинофестивали в Монтеррее, Роттердаме, Мельбурне, Абу-Даби, Винтертуре, Салониках, Варшаве и других городах. Они также становились и их призёрами. Так обладателем главного приза Сараевского кинофестиваля стала картина «Изгнание» режиссёра Висара Морины, а фильм Блерты Башоли «Улей» впервые в истории кинофестиваля «Сандэнс» взял все три его главные награды в своей категории — за режиссуру, приз Большого жюри и приз Зрительских симпатий. Лента также стала первым косовским фильмом, вошедшим в шорт-лист номинантов на «Оскар» в категории «Лучший международный художественный фильм».

## Выдающиеся кинодеятели

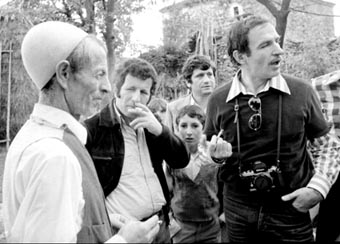
Известный актёр Беким Фехмиу. Косово, 1978 год.

Беким Фехмию родился 1 июня 1936 года в Сараево. Он был этническим албанцем, и его семья переехала в Косово. В 20-летнем возрасте Беким был боксёром-любителем и разнорабочим. Его большим прорывом в кино стала роль в фильме 1967 года «Скупщики перьев», тонко изображающем жизнь цыган и удостоенном двух наград на Каннском кинофестивале, а также номинированном на «Оскар». В 1968 году Фехмию снялся в главной роли в восьмисерийном телефильме «Одиссея» с Ирини Папа в роли Пенелопы, а в картине Джона Франкенхаймера «Чёрное воскресенье» он исполнил роль палестинского террориста. В этом фильме также снимались Роберт Шоу и Марта Келлер.
Газета The New York Times окрестила его «югославским сердцеедом» за его знакомства и отношения с такими, например, актрисами, как Брижит Бардо и Ава Гарднер. Спустя десятилетия после его последнего появления на экране читательницы ведущего итальянского женского журнала включили его в число десяти самых привлекательных мужчин XX века. Он покончил жизнь самоубийством в своей белградской квартире 15 июня 2010 года. Согласно последнему желанию Фехмию его прах был развеян над рекой Бистрица недалеко от его родного города Призрена.
Фарук Беголи был самым известным косовским албанским актёром и режиссёром в Югославии (наряду с Бекимом Фехмиу). Он учился в средней школе в Приштине и окончил киноакадемию в Белграде (1966). Беголи сыграл более чем в 60 фильмах, дебютировав в картине Велько Булайича «Смотря в глаза солнцу» (1966). Он снимался в лентах режиссёра Младомира Джорджевича в его фильмах «Сон», «Утро» и «Полдень». В конце 1980-х Беголи вернулся из Белграда в Косово, где работал в Приштинском университете профессором драматического факультета. Свою последнюю главную роль он сыграл в фильме Экрема Крюэзиу «Любовь в проклятых горах»  (алб. Dashuria e Bjeshkeve te Nemuna), а последнюю роль второго плана — в «Жажде Косово» (алб. Etjet e Kosoves), где он также являлся соавтором сценария. Беголи умер в 2007 году после продолжительной борьбы с раком.
Арта Доброши прославилась своей ролью в драме братьев Жан-Пьера и Люка Дарденнов «Молчание Лорны» (победитель Каннского кинофестиваля 2008 года за лучший сценарий). Эта молодая актриса добилась международного успеха и была номинирована на премию Европейской киноакадемии 2008 года. Будучи уроженкой Приштины, она сыграла множество театральных ролей в своей стране, а также главную роль в отмеченном наградами немецко-албанском фильме 2005 года «Магический глаз» (алб. Syri magjik), рассказывающем о ситуации в Албании в 1997 году, когда её сотрясали беспорядки.

## Косовские кинофестивали

### Докуфест
Докуфест, международный фестиваль документальных и короткометражных фильмов, является крупнейшем кинособытием в Косове. Он проводится в августе в Призрене и привлекает к себе большое количество иностранных и местных кинодеятелей. В рамках этого ежегодно организуемого фестиваля показы фильмов проходят два раза в день в трёх кинотеатрах под открытым небом, а также в двух обычных кинозалах. Фестиваль также славится и шумными вечеринками, организуемыми после показов. В рамках кинофестиваля проходят различные мероприятия: мастер-классы, выставки DokuPhoto, фестивальные кемпинги, концерты, которые в своей совокупности преображают город. В 2010 году «Докуфест» был признан одним из 25 лучших международных фестивалей документального кино.

### Skena up
В октябре 2003 года группа студентов и молодых деятелей искусства создала структуру, занимающуюся организацией Международного студенческого кинематографического и театрального фестиваля в Косове.

### Приштинский международный кинофестиваль
Приштинский международный кинофестиваль призван развивать местные и международные таланты, способствуя развитию киноиндустрии в стране.

### Прокатный кинофестиваль
Прокатный кинофестиваль проводится в Косове с целью лучшего ознакомления с цыганской общиной других косовских общин, поддержки цыганского художественного самовыражения и предоставления площадки для борьбы со стереотипами в отношении цыган, а также для способствования позитивному развитию межэтнических отношений. Он организуется в соотвтетствии с государственным планом по интеграции цыган в жизнь страны, включая культуру.

### Международный фестиваль анимации Анибар
Международный фестиваль анимации Анибар — единственный фестиваль анимационных фильмов в Косове. Фестиваль AniBar был организован общественной организацией «Anibar Group» и проводится в августе в городе Печ. Цель фестиваля — представить косовской публике последние мировые тенденции в области анимационного кино, а также создать среду, в которой молодые авторы и аниматоры смогут творить своё искусство. Фестиваль Анибар был впервые проведён в августе 2010 года. В 2011 году он уже был официально представлен на ежегодном фестивале «Док Лейпциг» в Германии. Анимационные фильмы, которые демонстрируются на «Анибаре», разделены на три категории: конкурсная программа, специальная программа и программа «Детские мультфильмы для детей». Допуск на конкурсы анимационных фильмов открыт ежегодно с 30 января по 30 апреля.